# Christoph Gottfried Giebel
Christoph Gottfried Andreas Giebel, född 13 september 1820 i Quedlinburg, död 14 november 1881 i Halle an der Saale, var en tysk zoolog och paleontolog.
Giebel blev 1848 docent och 1861 professor i zoologi i Halle an der Saale. Bland hans skrifter märks Paläozoologie (1846), Fauna der Vorwelt (1847-56, ofullbordad), Odontographie (1854), en framställning av tandsystemet hos fossila och nu levande djur, Die Säugetiere in zoologischer, anatomischer und palaeontologischer Beziehung (1855) och Thesaurus ornithologiæ (1872-77). Dessutom utgav han en mängd populära arbeten i zoologi samt redigerade från 1853 (tillsammans med Wilhelm Heinrich Heintz) "Zeitschrift für die gesammten Naturwissenschaften".